# 上大堰站
上大堰站是位于湖北省襄阳市宜城市大雁工业园区上大堰社区的一个铁路车站，邮政编码441409。车站建于1970年，有焦柳铁路经过该站，现仅办理货运业务，不办理客运业务。车站距离月山站558公里，隶属武汉铁路局，是四等站，本站及相邻上下行区间均为电气化区段。